# Ploaia de stele (roman)
Ploaia de stele (1969) este un roman de aventuri al autorului român George Anania, al doilea scris de acesta fără colaborarea lui Romulus Bărbulescu.

## Considerații generale
Romanul descrie călătoria întreprinsă în America Latină de geograful, naturalistul și exploratorul prusac Friedrich Wilhelm Heinrich Alexander von Humboldt (1769-1859), fratele mai mic al ministrului, filozofului și lingvistului prusac Wilhelm von Humboldt (1767–1835). Munca susținută depusă de Humboldt în domeniul geografiei botanice a pus bazele biogeografiei.

Expediţia lui Alexander von Humboldt în America Latină

Călătoria descrisă în roman, întreprinsă între anii 1799 și 1804, a avut drept rezultat prima descriere a regiunii într-un mod considerat a prezenta un punct de vedere științific modern. Această descriere a fost publicată într-un set imens de volume de-a lungul a 21 de ani. Humboldt a fost printre primii care au emis ipoteza că teritoriile care mărginesc Oceanul Atlantic au fost unite la un moment dat (în particular America de Sud și Africa). Ulterior, lucrarea sa în cinci volume Kosmos (1845) a încercat să unifice diferitele ramuri ale cunoașterii științifice. Humboldt a lucrat alături de alți savanți, printre care se numără Joseph Louis Gay-Lussac, Justus von Liebig, Louis Agassiz, Matthew Fontaine Maury și în special Aimé Bonpland, alături de care a condus multe dintre expedițiile sale științifice.

## Intriga
După anularea călătoriei în jurul lumii planificată de căpitanul Nicolas Baudin și la care fusese invitat în mod oficial să participe, Humboldt părăsește Parisul pentru a merge la Marsilia împreună cu Aimé Bonpland, botanistul desemnat pentru respectiva expediție, în speranța că i se va alătura lui Napoleon Bonaparte în Egipt. Aflați în imposibilitatea de a găsi un mijloc de transport, cei doi aleg drept destinație Madridul, unde ministrul Don Mariano Luis de Urquijo îi convinge să își schimbe destinația călătoriei spre America spaniolă.
Având cu ei recomandări puternice din partea Regelui Spaniei, ei pleacă la bordul fregatei poștale Pizarro din A Coruña pe 5 iunie 1799. După o escală de șase zile pe insula Tenerife, unde escaladează vulcanul Teide, ei ajung la Cumaná, Venezuela pe 16 iulie. Humboldt vizitează misiunea Caripe și explorează peștera Guácharo, unde găsește pasărea pe care o va denumi Steatornis caripensis.
Revenit la, Humboldt asistă în noaptea de 11 spre 12 noiembrie la o remarcabilă ploaie de stele (Leonidele). În continuare, călătorește cu Bonpland la Caracas, unde escaladează muntele Avila alături de Andres Bello. În luna februarie a anului 1800, Humboldt și Bonpland părăsesc regiunea de coastă pentru a explora cursul fluviului Orinoco. Călătoria, care a durat patru luni și a acoperit 2.776 km într-o regiune sălbatică și slab populată, a avut drept rezultat stabilirea existenței canalului Casiquiare (o cale de comunicare între bazinele fluviilor Orinoco și Amazon), precum și de documentare în legătură cu viața unor triburi indigene cum sunt, de pildă, Maypure și rivalii lor Ature (unele cuvinte din limba celui din urmă trib au fost învățate de Humboldt prin intermediul unui papagal).
În jurul datei de 19 martie 1800, von Humboldt și Bonpland au descoperit și capturat câțiva țipari electrici. În timpul acestor investigații, amândoi au avut parte de șocuri electrice periculoase. Două luni mai târziu, căutând miticul El Dorado, ei au explorat teritoriul tribului Maypure și al recent dispărutului trib Ature.

### Capitolele cărții
| - Capitolul întâi - Fascinația depărtării - Capitolul al doilea - Crucea Sudului - Capitolul al treilea - ”La lluvia de estrellas cadentes” | - Capitolul al patrulea - Llanos - Capitolul al cincilea - Drumul spre El Dorado |

## Lista personajelor
- Alexander von Humboldt- geograf și naturalist german, care a contribuit la formarea geografiei ca disciplină științifică
- Aimé Bonpland – botanist francez
- Louis Antoine de Bougainville – navigator, explorator și scriitor francez
- Don Mariano Luis de Urquijo – secretar de stat al guvernului spaniol
- Căpitanul fregatei Pizzaro
- Le Gros - viceconsul francez în insulele Canare
- Lalande – matematician francez, secretar al consulatului
- Don Vincente Emparan – guvernatorul din Cumaná
- Carlos de Pinto – mulatru
- Don Nicolas Sotto - cumnatul guvernatorului provinciei Varinas
- Don Ignacio - băștinaș indian din tribul zambos
- Doña Isabela - soția lui